# Her Majesty the Decemberists
Her Majesty the Decemberists is een album van de Amerikaanse indiepopband The Decemberists. Het album kwam in de Verenigde Staten uit op 9 september 2003. Alle nummers op het album zijn geschreven door Colin Meloy.

## Nummers
1. "Shanty for the Arethusa" - 5:37
2. "Billy Liar" - 4:08
3. "Los Angeles, I'm Yours" - 4:17
4. "The Gymnast, High Above the Ground" - 7:13
5. "The Bachelor and the Bride" - 4:13
6. "Song for Myla Goldberg" - 3:33
7. "The Soldiering Life" - 3:48
8. "Red Right Ankle" - 3:29
9. "The Chimbley Sweep" - 2:53
10. "I Was Meant for the Stage" - 7:02
11. "As I Rise" - 2:14